# Фьорд Матусевича
Фьо́рд Матусе́вича — крупный залив моря Лаптевых, вдающийся в остров Октябрьской Революции архипелага Северная Земля. Вход во фьорд обрамляют остров Воллосовича на западе и остров Ближний на востоке.
Расположен в северо-восточной части острова Октябрьской Революции. Является самым крупным по площади и длине заливом острова и одним из крупнейших заливов Северной Земли в целом.
Длина фьорда около 60 километров, ширина — до 12,5 километра в широкой средней части. Глубина залива — от 10-20 метров у берегов острова Октябрьской Революции до почти 250 метров на самом севере. На центральную часть фьорда с юго-востока спускается шельфовый ледник (единственный такой ледник Северной Земли), который спускается с купола Карпинского и в условиях холодного климата разделяет фьорд Матусевича на три части. В условиях современного более теплого климата шельфовый ледник не достигает другого побережья фьорда. В целом, с близлежащих ледяных шапок Русанова и Карпинского во фьорд спускаются не менее десяти крупных ледников.
Берега фьорда неровные, скалистые, изрезанные заливами и мысами, с обрывами до 20 метров. Высота скал у побережья залива достигает 590 метров (гора Базарная). К югу фьорд разделяется на две узкие, шириной 1,5-3 километра, части — бухту Сказочную и бухту Красную. С востока в залив вдаются несколько небольших мысов: Фигурный, Коготь, Форт. В центральной части фьорда, севернее ледника, расположены два острова — остров Трудный (диаметр — 1 км) и остров Преграждающий (длина — 1,3 км). На последнем находится геодезический пункт.
Во фьорд Матусевича впадает ряд рек острова — Ровная, Ясная, Ледниковая и Ушакова, которая является наиболее протяжённой рекой всего архипелага.
Фьорд Матусевича считается одним из самых активных мест образования айсбергов на Северной Земле, здесь встречались экземпляры рекордных для архипелага размеров — до 12 километров в длину и 4 километров в ширину (наблюдался в 1953 году). Хотя в среднем размеры айсбергов не превышают 1-2 километра в длину и до 20-30 метров в высоту в надводной части. За счёт постоянного айсбергообразования береговая линия фьорда постоянно меняется.
Первые картографические работы проводились в районе фьорда экспедицией советских исследователей Георгия Ушакова и Николая Урванцева в 1930—1931 годах. В 1950-х годах экспедицией под руководством Зубовского Б. В. и Степанова А. И. была проведена повторная, более точная картографическая работа с применением аэрофотосъёмки.
Территория залива входит в состав Государственного природного заказника федерального значения «Североземельский» (один из 7 участков Большого Арктического заповедника). Участок заказника, на котором находится фьорд, называется «Фьорд Матусевича». На скалах фьорда находятся самые многочисленные птичьи базары Северной Земли. Наиболее распространённые птицы — чистики, чайки и пуночки. Самые крупные скопления птиц наблюдаются на склонах горы Базарной.
Фьорд получил своё название в честь Николая Николаевича Матусевича, выдающегося советского исследователя Арктики, Заслуженного деятеля науки и техники РСФСР, гидрографа и геодезиста, инженера-вице-адмирала (22.02.1944), профессора Военно-морской академии и вице-президента Всесоюзного географического общества, главные заслуги которого — гидрографические исследования побережья Баренцева и Белого морей на Кольском полуострове, подробные работы по изучению морских течений в проливе Горло Белого моря.